# Piz Frisal
Le piz Frisal est un sommet du massif des Alpes glaronaises à 3 291 m d'altitude, dans le canton des Grisons, en Suisse.
Le piz Frisal est à 600 m au sud du Bifertenstock. Sur la face est se trouve le glacier de Frisal et à l'ouest le glacier de Punteglias. Le glacier de Frisal descend vers le val Frisal (de).